# Hendrik II van Rohan

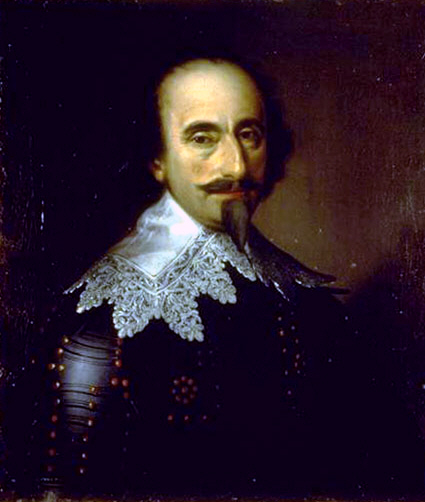
Portret van Hendrik II van Rohan (Samuel Hofmann, ca. 1632)

Hendrik II van Rohan (Frans: Henri II de Rohan) (21 augustus 1579 - 13 april 1638) was een Frans veldheer en een van de leidende strategen in Frankrijk in het begin van de 17e eeuw. Hij was de leider van de Hugenotenopstanden. 

## Levensloop
Hij werd geboren in de hoge Bretonse en protestantse adel. Zijn ouders waren René I de Rohan en Isabelle d'Albret. Via zijn moeder was hij een neef van Hendrik van Navarra. Vanaf zijn jeugd maakte hij studie van geschiedenis. Hij was een trouwe metgezel van Hendrik van Navarra, ook nadat die de Franse troon had bestegen als Hendrik IV. Hij vocht samen met Maurits van Oranje tegen de Spanjaarden in de Nederlanden. Rohan werd beloond met de titels van hertog en pair van Frankrijk.

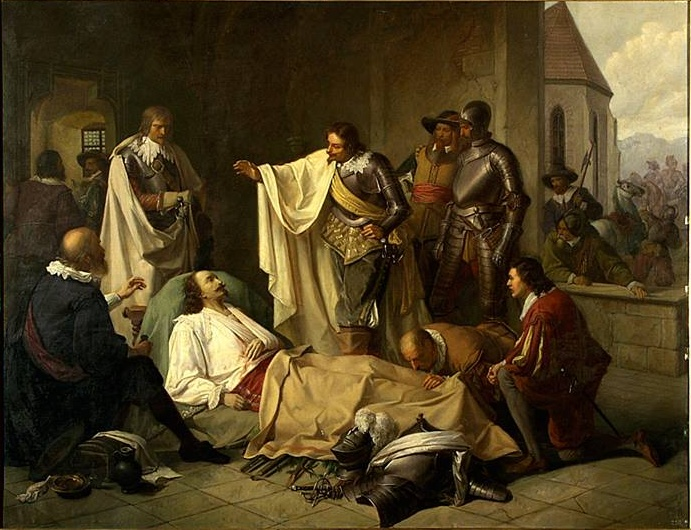
Bernard van Saksen-Weimar groet de stervende Hendrik van Rohan (Karel Javůrek, 1879)

Na de moord op koning Hendrik IV werd hij min of meer tegen zijn zin in het kamp van de opstandige protestanten tegen het bewind van regentes Maria de' Medici terecht. De Hugenotenopstanden braken uit toen de jonge Lodewijk XIII de katholieke godsdienst probeerde te herstellen in Béarn en andere streken in het zuidwesten van Frankrijk. Rohan organiseerde het verzet tegen de veldtochten van het koninklijke leger. In 1621 verschanste hij zich met Alexander du Puy in het protestantse Montauban dat door Lodewijk XIII van Frankrijk en kardinaal Richelieu werd belegerd. De protestanten konden het beleg van Montauban afslaan, maar uiteindelijk draaide de opstand uit op een mislukking. In 1627 was het de beurt aan La Rochelle. Rohan organiseerde samen met zijn broer Soubise de verdediging. Hij zocht steun van de Engelsen maar die interventie draaide uit op een ramp. Na een beleg van zes maanden moest La Rochelle zich in 1628 overgeven. De mislukking van de opstand weet Rohan aan de verdeeldheid binnen het protestantse kamp. 
Nadat de Vrede van Alès (1629) de protestanten het recht ontzegde zich politiek te verenigen en versterkte plaatsen (places de sûreté) aan te houden, ging Hendrik II van Rohan in ballingschap. Hij trok zich terug in Venetië en legde zich toe op het schrijven. In 1634 kon hij terugkeren naar Frankrijk en het jaar erop kreeg hij het commando van het Franse leger in Noord-Italië. Daar bracht hij de Spaanse troepen een nederlaag toe, maar raakte er afgesneden van Franse steun en zijn campagne draaide uit op een mislukking. Door de animositeit van kardinaal de Richelieu was Rohan opnieuw gedwongen in ballingschap te gaan. 
Hij januari trad hij dienst van Bernard van Saksen-Weimar, een bondgenoot van Frankrijk. In de Slag bij Rheinfelden tegen het keizerlijke leger sneuvelde hij. 
Hendrik huwde met Marguerite de Béthune, de dochter van Maximilien de Béthune, hertog van Sully. Hun enig kind dat de volwassen leeftijd bereikte, Marguerite, trouwde in 1645 met de katholiek Henri Chabot.

## Geschriften

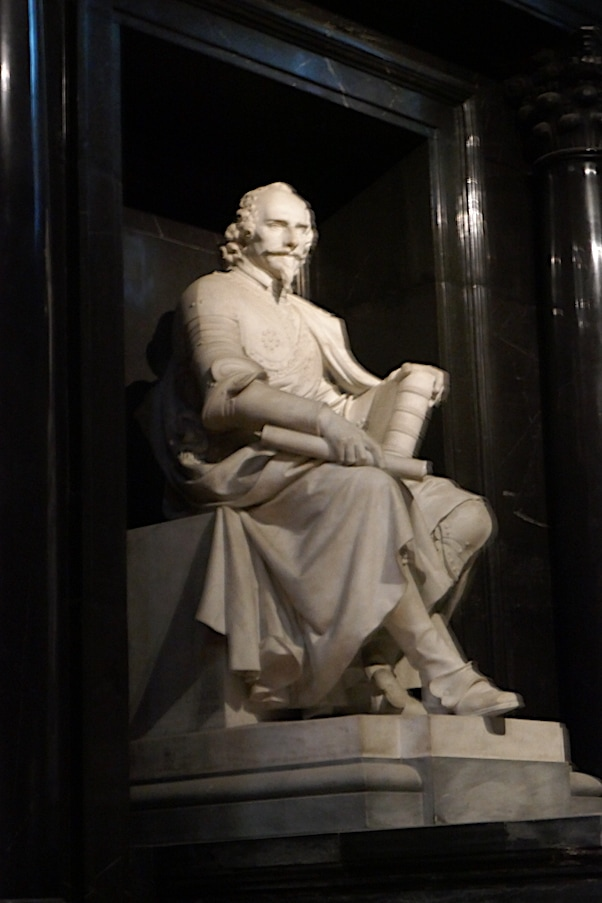
Graftombe in Genève

Hendrik II van Rohan publiceerde enkele boeken op het gebied van geschiedenis en internationale politiek.
Tijdens zijn ballingschap in Venetië schreef hij L’Apologie du duc de Rohan sur les derniers troubles de la France. Hij schreef ook Le parfait capitaine (1638).
Een van de bekendste is Interets et Maximes des Princes et des Estats souverains, 1634, anoniem uitgegeven in Keulen in 1639. Uit dit boek spreekt zijn brede kennis van contemporaine geschiedenis en zijn objectieve oordeel. Het onderwerp wordt systematisch behandeld: in het kort behandelt en verklaart hij alle territoriale claims die de Europese (en enkele Aziatische) staten op elkaar hadden in hun historisch kader. Deze analyse geldt als een van de belangrijkste politicologische geschriften van de 17e eeuw.
Zijn Mémoires werden pas in 1644 na zijn dood uitgegeven.